# John B

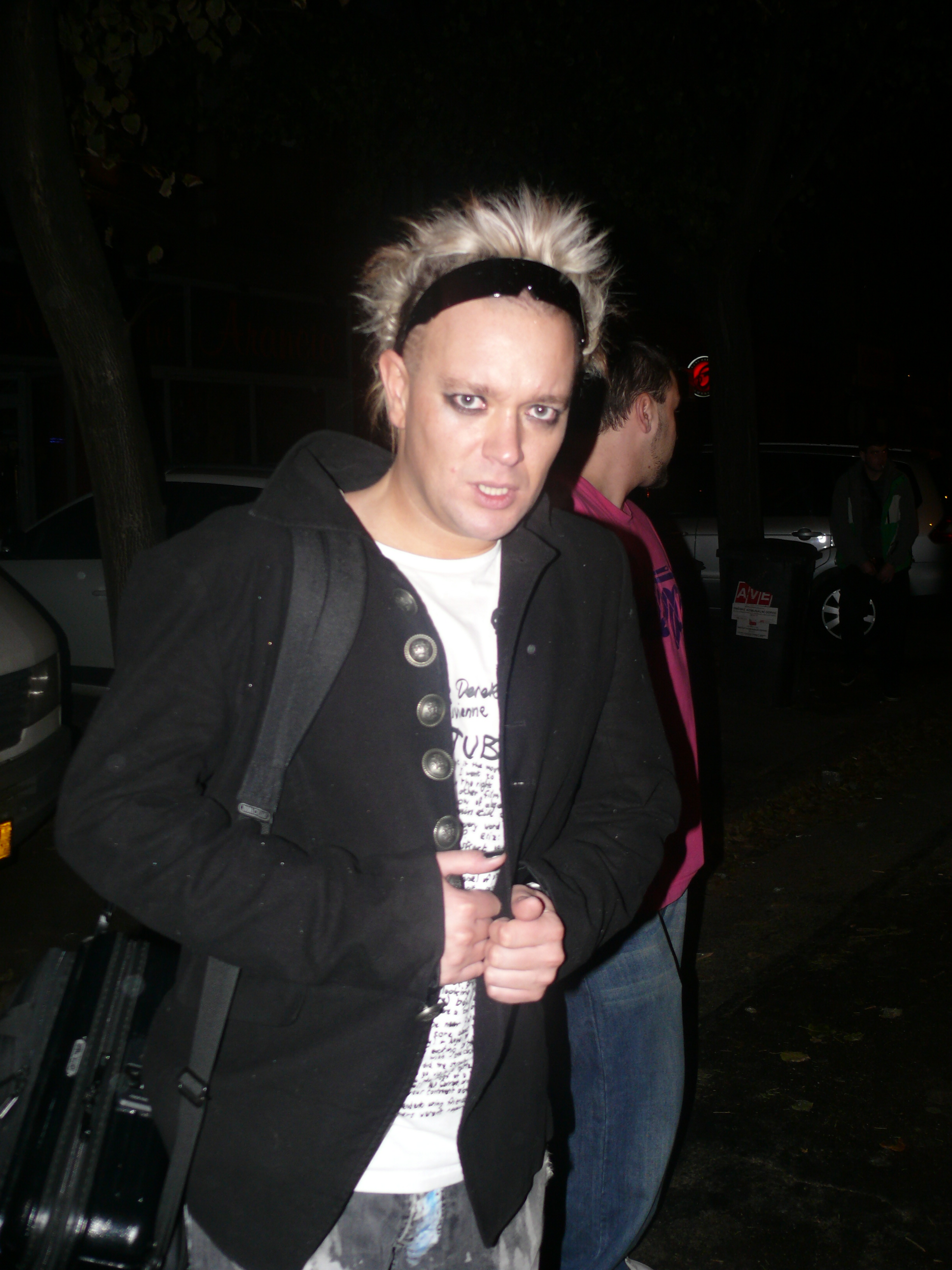
John B - Fléda (Brno - Česká republika) 26.10. 2012

John B, vlastním jménem John Bryn Williams, (* 1977 v Anglii) je britský diskžokej. S produkcí se poprvé seznámil kolem svých 14 let a DJem se stal od roku 1997. Hraje převážně drum and bass, ale v jeho setech se nachází i electro, techno a další z kombinací těchto stylů. Jeho image je nepřehlédnutelná, vyznačuje se různě rozhozeným účesem, černé brýle nebo stíny a nalakované nehty. Je zakladatelem labelu Beta recordings, kde mimo jiné také vydali své EP rakouští Camo & Krooked.

## Úspěchy
- John B byl jako první dnb DJ umístěn, v top 100 od DJ Mag,v roce 2009 na 92 místě.
- Roku 2010 se umístil 76 v žebříčku DJ Mag.

## Diskografie
- Visions (1997)
- Catalyst (1999)
- Future Reference (2001)
- Brainstorm (2002)
- In:transit (2004)
- American Girls (2004)
- Electrostep (2006)
- To Russia With Love (2008)
- Light Speed (2012)